# Ryolit
Ryolit er en vulkansk bjergart. Mineralsammensætningen er normalt kvarts, alkalifeldspat og plagioklas.
 Der er for få eller ingen kildehenvisninger i denne artikel, hvilket er et problem. Du kan hjælpe ved at angive troværdige kilder til de påstande, som fremføres i artiklen.